# Universitat Tokai
La Universitat Tokai (en japonès: 東海大学, Tōkai Daigaku) és una universitat privada fundada per Shigeyoshi Matsumae amb seu a Tòquio. El campus principal és al districte especial de Shibuya. Altres seus es troben a les prefectures de Kanagawa (Hiratsuka i Isehara), Hokkaido, Kyushu i Shizuoka.
Històricament la Universitat de Tokai basava el seu prestigi en l'àmplia xarxa d'intercanvis amb institucions acadèmiques de la Unió Soviètica, els països del bloc socialista i d'Escandinàvia. Avui dia, encara que aquestes relacions s'han mantingut després de la caiguda del Teló d'acer i s'han ampliat fonamentalment als països del Sud-est d'Àsia, Orient Mitjà i Hispanoamèrica, la universitat és coneguda internacionalment per l'alt nivell de la Facultat de Ciències del Esport (especialment la secció de judo) i la d'Oceanografia.